# Eric Cartman
Eric Theodore Cartman, mest känd som Cartman, är en av de fyra huvudkaraktärerna i den animerade TV-serien South Park, vilket också inkluderar Stan, Kenny, Kyle. Hans röst görs av Trey Parker.

## Personlighet
Cartman är 9 år gammal, överviktig, egocentrisk, antisemit och beundrar Adolf Hitler. Han avskyr bland annat hippies och ser det liberala San Francisco som den värsta platsen på Jorden. Cartman bor med sin mamma, som i seriens tidiga dagar tros vara hermafrodit (dock bevisas det i avsnitten "200" och "201" att så är ej fallet) och har varit med i ett betydande antal pornografiska filmer, däribland tysk bajsporr.
Cartmans personlighet har ändrats tydligt genom seriens gång. Han har alltid varit självupptagen. Men efter de två första säsongerna har han gått från att ha varit en korkad översittare med mycket mer raspig röst till att ha blivit mycket mognare, med en mer aggressiv personlighet, och fått en jämnare, något djupare röst. Han har blivit mer intelligent och ännu mer manipulativ dessutom. Detta märks kanske främst i avsnittet Scott Tenorman Must Die från säsong 5. I de senare säsongerna har han också blivit mer allmänbildad och kunnig om saker som den tidigare Cartman aldrig skulle varit medveten om. Oftast utnyttjar han den dumsnälle Butters för sina syften.
Han är också en mycket konservativ patriot som inte är överdrivet förtjust i andra kulturer. Dock kan han låtsas försvara dem när han egentligen är ute efter något annat. Trots sina fascistiska åsikter har han ibland samarbetat med liberaler, till exempel mot rökning. Detta var för att han beundrade deras sätt att förbjuda och domdera utan att bry sig om vad andra tyckte.
Cartman har visat sig kunna prata en del spanska i vissa avsnitt.

## Utseende
Cartman går klädd i en ljusblå och gul mössa, en röd jacka, gula handskar, och bruna byxor. Han har ljusbrunt hår, som har varit standarden sedan senare halvan av säsong 5. Han blir ofta retad för sin övervikt.

## Skapelse & bakgrund
Skaparna av South Park, Trey Parker och Matt Stone, säger att Archie Bunker från All in the Family influerat Cartman mycket på grund av dess politiska inkorrekthet.